# Singilis (animal)
Singilis es un género de coleópteros adéfagos de la familia Carabidae. Sus especies se distribuyen por el sur de Europa, África y la mitad occidental de Asia.

## Especies
Se reconocen las siguientes:
- Singilis acaciae Bruneau de Mire, 1990
- Singilis allardi Basilewsky, 1963
- Singilis alternans Bedel, 1905
- Singilis ambulans Peringuey, 1896
- Singilis amoenulus (Semenov, 1889)
- Singilis anthracinus Solsky, 1874
- Singilis ater (Mateu, 1978)
- Singilis bashahricus Andrewes, 1933
- Singilis basilewskyi Anichtchenko, 2012
- Singilis bedeli (Escalera, 1913)
- Singilis bedimo Anichtchenko, 2013
- Singilis bicolor Rambur, 1837
- Singilis blandus (Peringuey, 1896)
- Singilis centralis Antoine, 1963
- Singilis cingulatus Gebler, 1843
- Singilis cordiger (Peringuey, 1896)
- Singilis cribricollis Peringuey, 1904
- Singilis cyaneus (Peringuey, 1896)
- Singilis decellei (Basilewsky, 1963)
- Singilis dimidiatus Motschulsky, 1864
- Singilis discoidalis (Mateu, 1986)
- Singilis dorsalis Peringuey, 1896
- Singilis fasciatus (Peringuey, 1896)
- Singilis felixi Anichtchenko, 2011
- Singilis filicornis Peyerimhoff, 1907
- Singilis flavipes (Solsky, 1874)
- Singilis fuscipennis Schaum, 1857
- Singilis fuscoflavus (Felix & Muilwijk, 2009)
- Singilis gentilis (Peringuey, 1896)
- Singilis hanangiensis Basilewsky, 1962
- Singilis hirtipennis (Pic, 1901)
- Singilis indicus (Andrewes, 1933)
- Singilis jedlickai Anichtchenko, 2011
- Singilis kabakovi Anichtchenko, 2011
- Singilis klimenkoi Anichtchenko, 2011
- Singilis kolesnichenkoi Anichtchenko, 2011
- Singilis kryzhanovskii Anichtchenko, 2011
- Singilis laetus (Peringuey, 1896)
- Singilis leleupi (Basilewsky, 1962)
- Singilis libani J.R.Sahlberg, 1913
- Singilis lindemannae Basilewsky, 1968
- Singilis loeffleri Jedlicka, 1963
- Singilis lucidus Anichtchenko, 2013
- Singilis maculatus (Mateu, 1978)
- Singilis mahratta Andrewes, 1933
- Singilis makarovi Anichtchenko, 2011
- Singilis mashunus (Peringuey, 1896)
- Singilis mauritanicus Lucas, 1846
- Singilis mbolom Anichtchenko, 2013
- Singilis melillensis Escalera, 1914
- Singilis mesopotamicus Pic, 1901
- Singilis montanus Anichtchenko, 2012
- Singilis muelleri Anichtchenko, 2012
- Singilis nepalensis (Kirschenhofer, 1994)
- Singilis ordinarius Anichtchenko, 2013
- Singilis pardoi Mateu, 1954
- Singilis persicus Jedlicka, 1961
- Singilis plagiatus (Reiche & Saulcy, 1855)
- Singilis plausibilis Peringuey, 1896
- Singilis praestans Peringuey, 1896
- Singilis praeustus Peringuey, 1896
- Singilis pusillus Peringuey, 1899
- Singilis saeedi Anichtchenko, 2011
- Singilis schuelei Anichtchenko, 2013
- Singilis semirufus (Motschulsky, 1864)
- Singilis shalapkoi Anichtchenko, 2013
- Singilis signatus Peringuey, 1896
- Singilis solskyi Anichtchenko, 2011
- Singilis soror Rambur, 1837
- Singilis squalidus Andrewes, 1933
- Singilis stigma (Peringuey, 1896)
- Singilis timidus Anichtchenko, 2011
- Singilis timuri Anichtchenko, 2011
- Singilis transversus Boheman, 1848
- Singilis turcicus (Jedlicka, 1963)
- Singilis umbraculatus Boheman, 1848
- Singilis umtalinus Peringuey, 1904
- Singilis venator (Peringuey, 1896)
- Singilis vicarius (Peringuey, 1898)
- Singilis virgatus (Peringuey, 1896)
- Singilis zonata Chaudoir, 1878